# Все против всех
«Все против всех» (чеш.  Všichni proti všem) — чехословацкая кинокомедия 1977 года, снятая чешским режиссёром Карелом Стеклы.

## Сюжет
Грустная комедия про деревенскую семью. Пожилой искусствовед всю жизнь реставрировал антиквариат. Как знаток искусства, он окружал себя старинными картинами и предметами, которые сознательно собирал всю жизнь. Но его страсть к живописи семья не понимает, а видят только бесполезно вложенные деньги в коллекцию картин.
Когда их дед, искусствовед и реставратор, оказывается в больнице, семья уже рассчитывает, что когда тот умрёт, они распродадут его коллекцию и имущество … Сатирическая история с забавным финалом.

## В ролях
- Владимир Шмерал
- Иржина Богдалова
- Владимир Раж
- Йозеф Винкларж
- Эдуард Дубский
- Франтишек Филиповский